# Pro Football Hall of Fame
La Pro Football Hall of Fame è la Hall of Fame della National Football League (NFL), il campionato professionistico statunitense di football americano. Il museo è stato inaugurato a Canton, in Ohio, il 7 settembre 1963 con 17 persone indotte.
Al 2024 ci sono 378 membri totali della Hall of Fame, tra giocatori, allenatori, dirigenti e proprietaria delle franchigie della NFL o altre personalità che hanno influito nel mondo del football professionistico. Mentre, a differenze delle hall of fame degli altri sport maggiori nordamericani (baseball, basket e hockey), non sono introdotti arbitri.

## Procedura di selezione
I candidati ad essere indotti nella Hall of Fame sono selezionati da una commissione di 49 membri, composta in maggior parte da membri dei media, ufficialmente nota come Selection Committee (Commissione di Selezione).
Ogni città che ospita una delle 32 squadra della NFL sceglie un giornalista locale da inserire nella commissione. Nel caso di New York e Los Angeles, che ospitano due franchigie, ne mandano uno per squadra ospitata. A questi membri se ne aggiungono 17 scelti direttamente dal consiglio della Hall of Fame tra persone dei media e non che si occupano di football, tra cui uno in rappresentanza della Pro Football Writers Association (PFWA). Ad eccezione di quest'ultimo membro, che ricopre il ruolo per due anni, tutti gli altri hanno mandato illimitato che può terminare per decesso, incapacità o rinuncia.
Ogni giocatore o allenatore, per poter essere considerato tra i candidati ad essere indotti, deve avere smesso di giocare a football da almeno cinque anni, mentre dirigenti e proprietari possono essere presi in considerazione in ogni momento. L'elenco iniziale di candidati viene formato a partire anche dalle segnalazioni dei tifosi che possono scrivere alla Hall of Fame, quindi sono svolte diverse votazioni dalla commissione a partire dal mese di Marzo, in ordine via via di ridurre il numero di candidati fino ad arrivare a 25 semifinalisti a Ottobre e a 15 finalisti a Novembre. Tra questi, il giorno prima del Super Bowl, la Commissione sceglierà i vincitori, usualmente tra quattro e otto, per essere indotti.

## Introduzioni
| Anno            | Nome                    |
| --------------- | ----------------------- |
| 1963            | Sammy Baugh             |
| 1963            | Bert Bell               |
| 1963            | Joe Carr                |
| 1963            | Dutch Clark             |
| 1963            | Red Grange              |
| 1963            | George Halas            |
| 1963            | Mel Hein                |
| 1963            | Pete Henry              |
| 1963            | Cal Hubbard             |
| 1963            | Don Hutson              |
| 1963            | Curly Lambeau           |
| 1963            | Tim Mara                |
| 1963            | George Preston Marshall |
| 1963            | John McNally            |
| 1963            | Bronko Nagurski         |
| 1963            | Ernie Nevers            |
| 1963            | Jim Thorpe              |
| 1964            | Jimmy Conzelman         |
| 1964            | Ed Healey               |
| 1964            | Clarke Hinkle           |
| 1964            | William Roy Lyman       |
| 1964            | Mike Michalske          |
| 1964            | Art Rooney              |
| 1964            | George Trafton          |
| 1965            | Guy Chamberlin          |
| 1965            | Paddy Driscoll          |
| 1965            | Dan Fortmann            |
| 1965            | Otto Graham             |
| 1965            | Sid Luckman             |
| 1965            | Steve Van Buren         |
| 1965            | Bob Waterfield          |
| 1966            | Bill Dudley             |
| 1966            | Joe Guyon               |
| 1966            | Arnie Herber            |
| 1966            | Walt Kiesling           |
| 1966            | George McAfee           |
| 1966            | Steve Owen              |
| 1966            | Hugh Ray                |
| 1966            | Clyde Turner            |
| 1967            | Chuck Bednarik          |
| 1967            | Charles Bidwill         |
| 1967            | Paul Brown              |
| 1967            | Bobby Layne             |
| 1967            | Dan Reeves              |
| 1967            | Ken Strong              |
| 1967            | Joe Stydahar            |
| 1967            | Emlen Tunnell           |
| 1968            | Cliff Battles           |
| 1968            | Art Donovan             |
| 1968            | Elroy Hirsch            |
| 1968            | Wayne Millner           |
| 1968            | Marion Motley           |
| 1968            | Charley Trippi          |
| 1968            | Alex Wojciechowicz      |
| 1969            | Turk Edwards            |
| 1969            | Greasy Neale            |
| 1969            | Leo Nomellini           |
| 1969            | Joe Perry               |
| 1969            | Ernie Stautner          |
| 1970            | Jack Christiansen       |
| 1970            | Tom Fears               |
| 1970            | Hugh McElhenny          |
| 1970            | Pete Pihos              |
| 1971            | Jim Brown               |
| 1971            | Bill Hewitt             |
| 1971            | Frank Kinard            |
| 1971            | Vince Lombardi          |
| 1971            | Andy Robustelli         |
| 1971            | Y.A. Tittle             |
| 1971            | Norm Van Brocklin       |
| 1972            | Lamar Hunt              |
| 1972            | Gino Marchetti          |
| 1972            | Ollie Matson            |
| 1972            | Clarence Parker         |
| 1973            | Raymond Berry           |
| 1973            | Jim Parker              |
| 1973            | Joe Schmidt             |
| 1974            | Tony Canadeo            |
| 1974            | Bill George             |
| 1974            | Lou Groza               |
| 1974            | Dick Lane               |
| 1975            | Roosevelt Brown         |
| 1975            | George Connor           |
| 1975            | Dante Lavelli           |
| 1975            | Lenny Moore             |
| 1976            | Ray Flaherty            |
| 1976            | Len Ford                |
| 1976            | Jim Taylor              |
| 1977            | Frank Gifford           |
| 1977            | Forrest Gregg           |
| 1977            | Gale Sayers             |
| 1977            | Bart Starr              |
| 1977            | Bill Willis             |
| 1978            | Lance Alworth           |
| 1978            | Weeb Ewbank             |
| 1978            | Tuffy Leemans           |
| 1978            | Ray Nitschke            |
| 1978            | Larry Wilson            |
| 1979            | Dick Butkus             |
| 1979            | Yale Lary               |
| 1979            | Ron Mix                 |
| 1979            | Johnny Unitas           |
| 1980            | Herb Adderley           |
| 1980            | Deacon Jones            |
| 1980            | Bob Lilly               |
| 1980            | Jim Otto                |
| 1981            | Red Badgro              |
| 1981            | George Blanda           |
| 1981            | Willie Davis            |
| 1981            | Jim Ringo               |
| 1982            | Doug Atkins             |
| 1982            | Sam Huff                |
| 1982            | George Musso            |
| 1982            | Merlin Olsen            |
| 1983            | Bobby Bell              |
| 1983            | Sid Gillman             |
| 1983            | Sonny Jurgensen         |
| 1983            | Bobby Mitchell          |
| 1983            | Paul Warfield           |
| 1984            | Willie Brown            |
| 1984            | Mike McCormack          |
| 1984            | Charley Taylor          |
| 1984            | Arnie Weinmeister       |
| 1985            | Frank Gatski            |
| 1985            | Joe Namath              |
| 1985            | Pete Rozelle            |
| 1985            | O. J. Simpson           |
| 1985            | Roger Staubach          |
| 1986            | Paul Hornung            |
| 1986            | Ken Houston             |
| 1986            | Willie Lanier           |
| 1986            | Fran Tarkenton          |
| 1986            | Doak Walker             |
| 1987            | Larry Csonka            |
| 1987            | Len Dawson              |
| 1987            | Joe Greene              |
| 1987            | John Henry Johnson      |
| 1987            | Jim Langer              |
| 1987            | Don Maynard             |
| 1987            | Gene Upshaw             |
| 1988            | Fred Biletnikoff        |
| 1988            | Mike Ditka              |
| 1988            | Jack Ham                |
| 1988            | Alan Page               |
| 1989            | Mel Blount              |
| 1989            | Terry Bradshaw          |
| 1989            | Art Shell               |
| 1989            | Willie Wood             |
| 1990            | Buck Buchanan           |
| 1990            | Bob Griese              |
| 1990            | Franco Harris           |
| 1990            | Ted Hendricks           |
| 1990            | Jack Lambert            |
| 1990            | Tom Landry              |
| 1990            | Bob St. Clair           |
| 1991            | Earl Campbell           |
| 1991            | John Hannah             |
| 1991            | Stan Jones              |
| 1991            | Tex Schramm             |
| 1991            | Jan Stenerud            |
| 1992            | Lem Barney              |
| 1992            | Al Davis                |
| 1992            | John Mackey             |
| 1992            | John Riggins            |
| 1993            | Dan Fouts               |
| 1993            | Larry Little            |
| 1993            | Chuck Noll              |
| 1993            | Walter Payton           |
| 1993            | Bill Walsh              |
| 1994            | Tony Dorsett            |
| 1994            | Bud Grant               |
| 1994            | Jimmy Johnson           |
| 1994            | Leroy Kelly             |
| 1994            | Jackie Smith            |
| 1994            | Randy White             |
| 1995            | Jim Finks               |
| 1995            | Henry Jordan            |
| 1995            | Steve Largent           |
| 1995            | Lee Roy Selmon          |
| 1995            | Kellen Winslow          |
| 1996            | Lou Creekmur            |
| 1996            | Dan Dierdorf            |
| 1996            | Joe Gibbs               |
| 1996            | Charlie Joiner          |
| 1996            | Mel Renfro              |
| 1997            | Mike Haynes             |
| 1997            | Wellington Mara         |
| 1997            | Don Shula               |
| 1997            | Mike Webster            |
| 1998            | Paul Krause             |
| 1998            | Tommy McDonald          |
| 1998            | Anthony Muñoz           |
| 1998            | Mike Singletary         |
| 1998            | Dwight Stephenson       |
| 1999            | Eric Dickerson          |
| 1999            | Tom Mack                |
| 1999            | Ozzie Newsome           |
| 1999            | Billy Shaw              |
| 1999            | Lawrence Taylor         |
| 2000            | Howie Long              |
| 2000            | Ronnie Lott             |
| 2000            | Joe Montana             |
| 2000            | Dan Rooney              |
| 2000            | Dave Wilcox             |
| 2001            | Nick Buoniconti         |
| 2001            | Marv Levy               |
| 2001            | Mike Munchak            |
| 2001            | Jackie Slater           |
| 2001            | Lynn Swann              |
| 2001            | Ron Yary                |
| 2001            | Jack Youngblood         |
| 2002            | George Allen            |
| 2002            | Dave Casper             |
| 2002            | Dan Hampton             |
| 2002            | Jim Kelly               |
| 2002            | John Stallworth         |
| 2003            | Marcus Allen            |
| 2003            | Elvin Bethea            |
| 2003            | Joe DeLamielleure       |
| 2003            | James Lofton            |
| 2003            | Hank Stram              |
| 2004            | Bob Brown               |
| 2004            | Carl Eller              |
| 2004            | John Elway              |
| 2004            | Barry Sanders           |
| 2005            | Benny Friedman          |
| 2005            | Dan Marino              |
| 2005            | Fritz Pollard           |
| 2005            | Steve Young             |
| 2006            | Troy Aikman             |
| 2006            | Harry Carson            |
| 2006            | John Madden             |
| 2006            | Warren Moon             |
| 2006            | Reggie White            |
| 2006            | Rayfield Wright         |
| 2007            | Gene Hickerson          |
| 2007            | Michael Irvin           |
| 2007            | Bruce Matthews          |
| 2007            | Charlie Sanders         |
| 2007            | Thurman Thomas          |
| 2007            | Roger Wehrli            |
| 2008            | Fred Dean               |
| 2008            | Darrell Green           |
| 2008            | Art Monk                |
| 2008            | Emmitt Thomas           |
| 2008            | Andre Tippett           |
| 2008            | Gary Zimmerman          |
| 2009            | Bob Hayes               |
| 2009            | Randall McDaniel        |
| 2009            | Bruce Smith             |
| 2009            | Derrick Thomas          |
| 2009            | Ralph Wilson            |
| 2009            | Rod Woodson             |
| 2010            | Russ Grimm              |
| 2010            | Rickey Jackson          |
| 2010            | Dick LeBeau             |
| 2010            | Floyd Little            |
| 2010            | John Randle             |
| 2010            | Jerry Rice              |
| 2010            | Emmitt Smith            |
| 2011            | Richard Dent            |
| 2011            | Marshall Faulk          |
| 2011            | Chris Hanburger         |
| 2011            | Les Richter             |
| 2011            | Ed Sabol                |
| 2011            | Deion Sanders           |
| 2011            | Shannon Sharpe          |
| 2012            | Jack Butler             |
| 2012            | Dermontti Dawson        |
| 2012            | Chris Doleman           |
| 2012            | Cortez Kennedy          |
| 2012            | Curtis Martin           |
| 2012            | Willie Roaf             |
| 2013            | Larry Allen             |
| 2013            | Cris Carter             |
| 2013            | Curley Culp             |
| 2013            | Jonathan Ogden          |
| 2013            | Bill Parcells           |
| 2013            | Dave Robinson           |
| 2013            | Warren Sapp             |
| 2014            | Derrick Brooks          |
| 2014            | Ray Guy                 |
| 2014            | Claude Humphrey         |
| 2014            | Walter Jones            |
| 2014            | Andre Reed              |
| 2014            | Michael Strahan         |
| 2014            | Aeneas Williams         |
| 2015            | Jerome Bettis           |
| 2015            | Tim Brown               |
| 2015            | Charles Haley           |
| 2015            | Bill Polian             |
| 2015            | Junior Seau             |
| 2015            | Will Shields            |
| 2015            | Mick Tingelhoff         |
| 2015            | Ron Wolf                |
| 2016            | Eddie DeBartolo Jr.     |
| 2016            | Tony Dungy              |
| 2016            | Brett Favre             |
| 2016            | Kevin Greene            |
| 2016            | Marvin Harrison         |
| 2016            | Orlando Pace            |
| 2016            | Ken Stabler             |
| 2016            | Dick Stanfel            |
| 2017            | Morten Andersen         |
| 2017            | Terrell Davis           |
| 2017            | Kenny Easley            |
| 2017            | Jerry Jones             |
| 2017            | Jason Taylor            |
| 2017            | LaDainian Tomlinson     |
| 2017            | Kurt Warner             |
| 2018            | Bobby Beathard          |
| 2018            | Robert Brazile          |
| 2018            | Brian Dawkins           |
| 2018            | Jerry Kramer            |
| 2018            | Ray Lewis               |
| 2018            | Randy Moss              |
| 2018            | Terrell Owens           |
| 2018            | Brian Urlacher          |
| 2019            | Champ Bailey            |
| 2019            | Pat Bowlen              |
| 2019            | Gil Brandt              |
| 2019            | Tony Gonzalez           |
| 2019            | Ty Law                  |
| 2019            | Kevin Mawae             |
| 2019            | Ed Reed                 |
| 2019            | Johnny Robinson         |
| 2020            | Steve Atwater           |
| 2020            | Isaac Bruce             |
| 2020            | Harold Carmichael       |
| 2020            | Jim Covert              |
| 2020            | Bill Cowher             |
| 2020            | Bobby Dillon            |
| 2020            | Cliff Harris            |
| 2020            | Winston Hill            |
| 2020            | Steve Hutchinson        |
| 2020            | Edgerrin James          |
| 2020            | Jimmy Johnson           |
| 2020            | Alex Karras             |
| 2020            | Troy Polamalu           |
| 2020            | Steve Sabol             |
| 2020            | Donnie Shell            |
| 2020            | Duke Slater             |
| 2020            | Mac Speedie             |
| 2020            | Ed Sprinkle             |
| 2020            | Paul Tagliabue          |
| 2020            | George Young            |
| 2021            | Alan Faneca             |
| 2021            | Tom Flores              |
| 2021            | Calvin Johnson          |
| 2021            | John Lynch              |
| 2021            | Peyton Manning          |
| 2021            | Bill Nunn               |
| 2021            | Drew Pearson            |
| 2021            | Charles Woodson         |
| 2022            | Tony Boselli            |
| 2022            | Cliff Branch            |
| 2022            | LeRoy Butler            |
| 2022            | Art McNally             |
| 2022            | Sam Mills               |
| 2022            | Richard Seymour         |
| 2022            | Dick Vermeil            |
| 2022            | Bryant Young            |
| 2023            | Ronde Barber            |
| 2023            | Don Coryell             |
| 2023            | Chuck Howley            |
| 2023            | Joe Klecko              |
| 2023            | Darrelle Revis          |
| 2023            | Ken Riley               |
| 2023            | Joe Thomas              |
| 2023            | Zach Thomas             |
| 2023            | DeMarcus Ware           |
| 2024            |                         |
| Dwight Freeney  |                         |
| Steve McMichael |                         |
| Randy Gradishar |                         |
| Devin Hester    |                         |
| Patrick Willis  |                         |
| Julius Peppers  |                         |
| Andre Johnson   |                         |
| 2025            |                         |
| Eric Allen      |                         |
| Jared Allen     |                         |
| Antonio Gates   |                         |
| Sterling Sharpe |                         |